# 幹盡苦差事
《幹盡苦差事》（Dirty Jobs）是一個由探索頻道製作的節目，主持人麥可·羅（Mike Rowe）會與職業工作者一起親身體驗數種艱難、古怪且骯髒的職業工作，呈現各行各業的辛苦之處。
此節目在2003年9月試撥3集，直到2005年7月26日才轉為系列節目播出。2012年11月21日，麥可·羅對外宣布探索頻道決定停播，不會再推出新一季節目。

## 節目概要
主持人麥可·羅必須擔任一位盡職的助手來幫助完成不同的艱難工作，儘管工作有多危險且令人不適，他皆需盡力完成，經常弄得自己一身髒，而節目的攝影師道格·葛羅佛（Doug Glover）因拍攝過程也常弄得一樣髒。
麥可經常拿這些工作來當作玩笑的話題，並形容他們是「苦差事」，但他並不會開這些工作的員工們的玩笑，反而對他們相當尊敬，因為他們勇於接受這些平常人不會碰觸的工作。
此節目已以下這段麥可口述的引言作為開頭：

我是麥可·羅，而這是我的工作：我走遍美國，為了尋找那些不怕弄得滿身髒的、勤勞工作的人，他們誠實的賺取每一分錢，讓我們的生活更加進步。現在，準備好跟我一起弄髒。

## 外部連結
- 在探索頻道官方網站上的頁面 （页面存档备份，存于）
- 在Pilgrim Films網站上的頁面[永久]